# Rádio Pampa
Rádio Pampa é uma emissora de rádio brasileira sediada em Porto Alegre, capital do estado do Rio Grande do Sul. Opera em FM, na frequência 97,5 MHz. Pertencente à Rede Pampa de Comunicação, transmite programação jornalística. Seus estúdios ficam localizados no bairro Teresópolis, na zona sul de Porto Alegre, junto às demais emissoras do grupo. Seus transmissores estão localizados no Morro da Polícia. A estação conta com uma retransmissora em Osório (concessionada em Capivari do Sul), em FM 88.3 MHz.

## História
A Rádio Pampa foi inaugurada em 13 de agosto de 1960, por Ernani Behs e Hamilton Muniz da Rocha, na frequência 1210 kHz . Foi comprada pelo empresário Otávio Dumit Gadret em novembro de 1971. A emissora tinha um perfil jovem, disputando audiência com as rádios jovens de Porto Alegre. Em 1977, passou para a frequência de 970 kHz, anteriormente ocupada pela Rádio Caiçara.
Em 3 de dezembro de 1984, assumiu um novo perfil de programação com vários profissionais vindos da Rádio Guaíba, após a falência da Companhia Jornalística Caldas Júnior. Passou a adotar o slogan "Venha para o meio do rádio". Porém, em 1987 o projeto é descontinuado e a Rádio Pampa passa a focar em uma programação de estúdio.
Em 1999, a Rádio Pampa passa a priorizar o esporte em sua programação, adotando o slogan "A número um do futebol", sob a gerência de Paulo Sérgio Pinto e Roberto Brauner. Em 2003, contrata Rogério Mendelski, líder de audiência na Rádio Gaúcha. Em 2007, após a venda do Sistema Guaíba-Correio do Povo para o Grupo Record, a Rádio Pampa acaba com o futebol em sua programação, voltando a focar em uma programação de estúdio, baseada na participação do ouvinte.

### Estreia em FM
A partir de 1 de abril de 2014, a Pampa passou a operar em um canal FM, na frequência 96,7 (então Rádio Eldorado, que por sua vez, ocupara os 97,5 FM, até então Jovem Pan FM Porto Alegre, que fora desativada em 31 de março). Com isso, a Pampa passa a ser a terceira emissora AM da capital com canal de retransmissão FM e a segunda do grupo (com a Rádio Grenal).
No dia 16 de abril de 2015, a rádio deixa de operar em FM, para dar lugar à Rádio Liberdade nos 96,7 MHz. Porém, em 1 de março de 2017, retorna ao dial FM através da frequência 97,5 MHz (no lugar da Eldorado que foi deslocada para frequência 1020 AM).
Em 19 de janeiro de 2018, a emissora passa a executar uma grade musical adulta/romântica no AM 970, mantendo o mesmo nome, e mantém a programação de estúdio apenas em FM 97,5 MHz.